# دهه ۱۳۸۰ (پیش از میلاد)
دهه ۱۳۸۰ (پیش از میلاد) صد و سی و هشتمین دهه قبل از مبدا شروع تقویم میلادی است.